# Schweizerische Centralbahn
| Von der SCB erbauter Rümlingen-Viadukt |              |                      |                      |
| |              |                      |                      |
| Schweizerische Centralbahn 1861–1872 |              |                      |                      |
| \| \| 0,00 \| Basel Centralbahnhof[1] \| Basel Centralbahnhof[1] \| \| \| \| Hauensteintunnel \| \| \| \| 50,77 \| Wöschnau bei Aarau \| Wöschnau bei Aarau \| \| \| 39,29 \| Olten \| Olten \| \| \| 43,01 \| Aarburg \| Aarburg \| \| \| \| \| \| \| \| \| \| \| \| \| 66,80 \| Herzogenbuchsee \| Herzogenbuchsee \| \| \| 80,29 \| Solothurn[2] \| Solothurn[2] \| \| \| 95,09 \| Luzern \| Luzern \| \| \| 99,37 \| Biel \| Biel \| \| \| \| Rote Brücke (Aare) \| \| \| \| 106,13 97,18 \| Bern \| Bern \| \| \| 88,20 \| Thörishaus bei Bern \| Thörishaus bei Bern \| \| \| 137,59 \| Scherzligen bei Thun \| Scherzligen bei Thun \| \| Ohne Zwischenstationen und ohne Anschlussbahnen. Kilometerangaben der 1877 eingeführten metrischen Kilometrierung mit Nullpunkt im Basel Centralbahnhof \| \| \| \| |              |                      |                      |
| Weitab der Stadt verlässt ein Zug den ersten Luzerner Bahnhof. |              |                      |                      |
| |              |                      |                      |
| Bahnhof | 0,00         | Basel Centralbahnhof | Basel Centralbahnhof |
| Tunnel |              | Hauensteintunnel     | Hauensteintunnel     |
| Abzweig geradeaus und von links · Bahnhof quer | 50,77        | Wöschnau bei Aarau   | Wöschnau bei Aarau   |
| Bahnhof | 39,29        | Olten                | Olten                |
| Bahnhof | 43,01        | Aarburg              | Aarburg              |
| Abzweig geradeaus und nach links · Strecke von rechts |              |                      |                      |
| Strecke von links · Abzweig geradeaus und von rechts · Strecke |              |                      |                      |
| Strecke · Bahnhof · Strecke | 66,80        | Herzogenbuchsee      | Herzogenbuchsee      |
| Bahnhof · Strecke · Strecke | 80,29        | Solothurn            | Solothurn            |
| Strecke · Strecke · Kopfbahnhof Streckenende | 95,09        | Luzern               | Luzern               |
| Bahnhof · Abzweig geradeaus und von links · Strecke von rechts | 99,37        | Biel                 | Biel                 |
| Brücke über Wasserlauf · Strecke |              | Rote Brücke (Aare)   | Rote Brücke (Aare)   |
| Bahnhof · Strecke | 106,13 97,18 | Bern                 | Bern                 |
| Bahnhof · Strecke | 88,20        | Thörishaus bei Bern  | Thörishaus bei Bern  |
| Kopfbahnhof Streckenende | 137,59       | Scherzligen bei Thun | Scherzligen bei Thun |
| Ohne Zwischenstationen und ohne Anschlussbahnen. Kilometerangaben der 1877 eingeführten metrischen Kilometrierung mit Nullpunkt im Basel Centralbahnhof |              |                      |                      |

Die Schweizerische Centralbahn (SCB oder S.C.B.) war eine der fünf grossen privaten Eisenbahngesellschaften der Schweiz und hatte ihren Sitz in Basel. Im Jahr 1902 wurde die SCB mit einer Streckenlänge von 332 Kilometern in die Schweizerischen Bundesbahnen (SBB) integriert.

## Geschichte

### Aufbau des Eisenbahnkreuzes

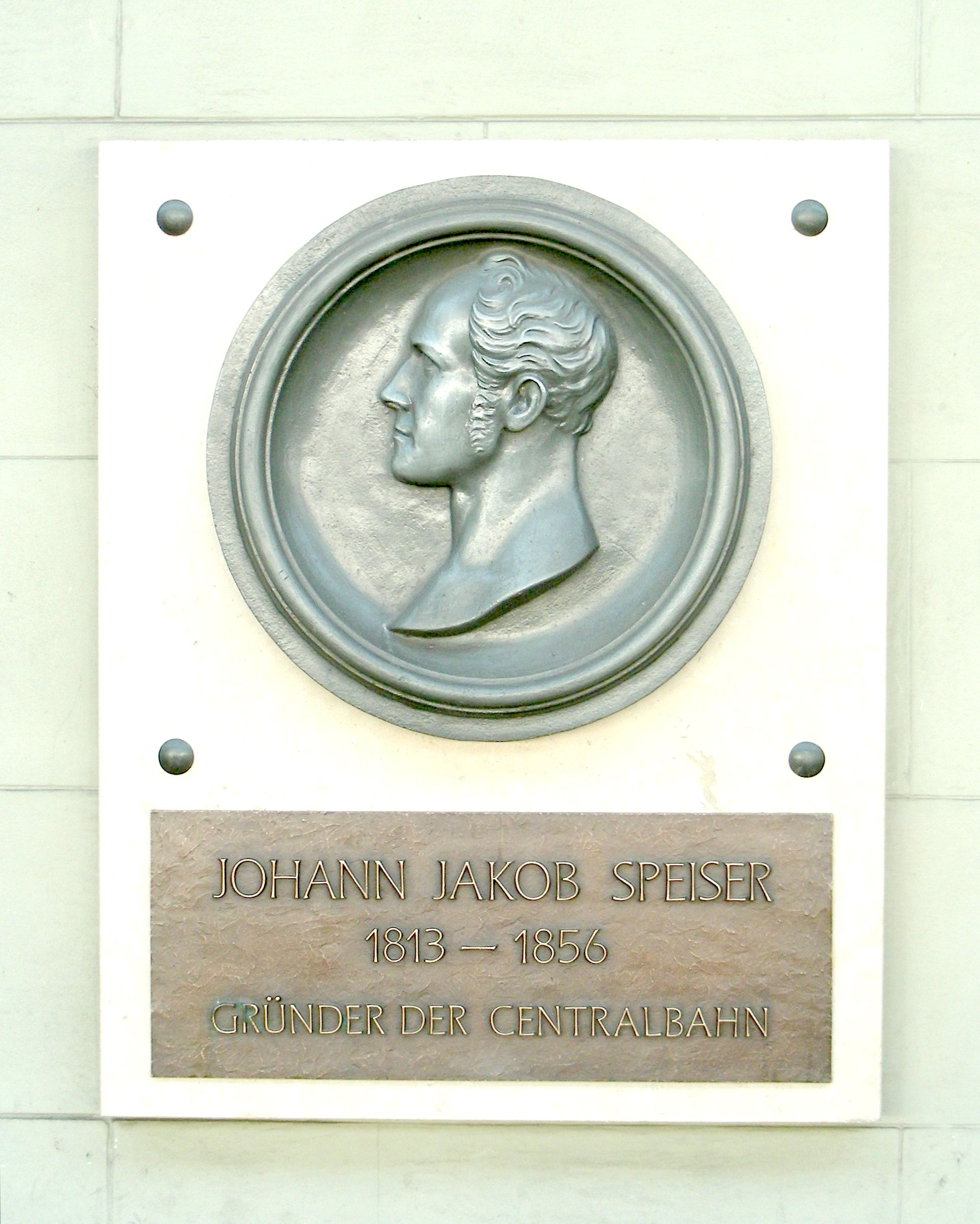
Jakob-Speiser-Gedenktafel im Bahnhof Olten

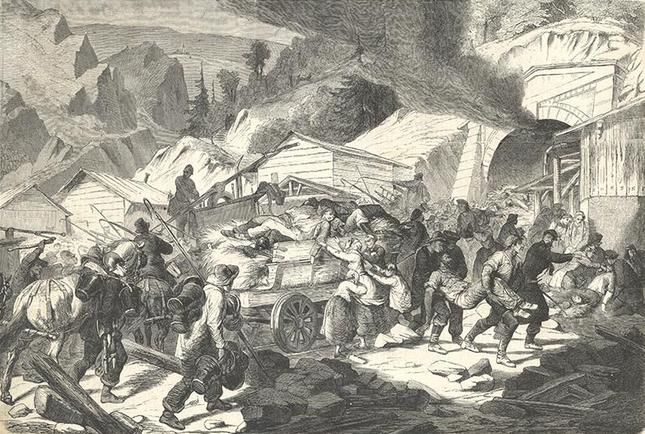
Zeitgenössische Darstellung des Hauensteintunnels, Holzstich

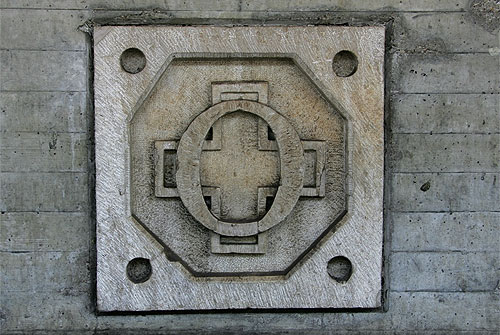
Das Steinrelief im Bahnhof Olten mit der Zahl 0 und dem Schweizerkreuz markiert den seinerzeitigen Nullpunkt der Vermessung der Bahnlinien.

Die SCB mit Sitz in Basel wurde am 4. Februar 1853 durch Johann Jakob Speiser, Achilles Bischoff und Karl Geigy gegründet. Die Aktien befanden sich vor allem im Besitz von Pariser Bankhäusern. Aber auch Basler Banken und die Kantone Basel-Stadt und Basel-Landschaft waren beteiligt. Vorgesehen war ein Aktienkapital von 36 Millionen Franken und 12 Millionen Franken Anleihen. Spekulationsverkäufe an der Pariser Börse führten jedoch zu einem Kurssturz, so dass der Wert der SCB-Aktien von 500 auf 200 Franken reduziert wurde und das Aktienkapital schliesslich nur noch 14,5 Millionen Franken betrug, Die Kantone Luzern und Bern sowie Berner Gemeinden retteten das Unternehmen mit Stützungskäufen und Subventionen im Betrag von insgesamt 6 Millionen Franken.
Das Hauptziel der SCB war das Errichten eines schweizerischen Eisenbahnkreuzes mit dem Mittelpunkt Olten. Man wollte den Zürchern zuvorkommen, die über Turgi–Waldshut auf dem rechten badischen Rheinufer Basel erreichen wollten. Der Kanton Solothurn wollte zunächst nur für die Hauensteinstrecke bis Olten eine Konzession erteilen. Er wollte damit eine direkte Linie Olten–Solothurn–Biel statt der Zweiglinie Herzogenbuchsee–Solothurn erzwingen.
Umstritten war auch die Konzessionserteilung im Aargau, da in diesem Kanton der Kampf zwischen Basel und Zürich ausgetragen wurde. Zürich plante mit Neuenburg in Konkurrenz zur Centralbahn eine Verbindung über Les Verrières nach Frankreich. Der Kanton Basel-Landschaft verweigerte die Konzession einer Bözbergbahn, was im Aargau zu einer grossen Missstimmung führte. Trotzdem erhielt die SCB schliesslich die Konzession für die Streckenabschnitte Olten–Murgenthal und Aarburg–Zofingen. Das Teilstück von Aarau bis zur Kantonsgrenze bei Wöschnau erhielt hingegen die Nordostbahn (NOB).
Besonders schwierig war die Überwindung des Juras zwischen Sissach und Olten mit Steigungen bis 26 Promille und dem 2,5 Kilometer langen Hauensteintunnel von Läufelfingen nach Trimbach, dem damals längsten Tunnel der Schweiz. Kostenüberschreitungen und Bauverzögerungen von mehr als einem Jahr führten die SCB an den Rand des Ruins. 4 Millionen Franken Investitionshilfe des Bundes und 12 Millionen Franken Anleihen von Basler und Stuttgarter Banken sicherten 1857 die weitere Finanzierung.
Die SCB konnte von Basel aus die Linien über Liestal–Olten nach Bern, Aarau, Thun, Biel und Luzern bauen. 1858 wurden bei Aarau nach dem Bau des Schanztunnels die Geleise der SCB mit denjenigen der NOB verbunden. 1860 wuchs das Netz der SCB an der Kantonsgrenze bei Bern mit der Chemin de fer Lausanne–Fribourg–Berne und am Bielersee mit der Ostwestbahn zusammen. Im gleichen Jahre verknüpfte in Basel die Französische Ostbahn ihr Netz mit der Centralbahn, womit diese direkt ans internationale Bahnnetz angeschlossen war.
Im Bahnhof Olten befindet sich ein Steinrelief, das den Nullpunkt der vom Bund vorgeschriebenen Distanzmessung der Bahnlinien dokumentiert. Vom Ausgangspunkt in Olten aus vermass die SCB die Strecken in Wegstunden. Der Stein markierte jedoch nie den Kilometer 0. Als 1877 die alten Längenmasse durch den Meter abgelöst wurden, änderte die Centralbahn die Distanzbezeichnung ihrer Bahnlinien. Seitdem hat die Kilometrierung der (ehemaligen) SCB-Strecken ihren Ausgangspunkt in Basel.

### Werkstätte

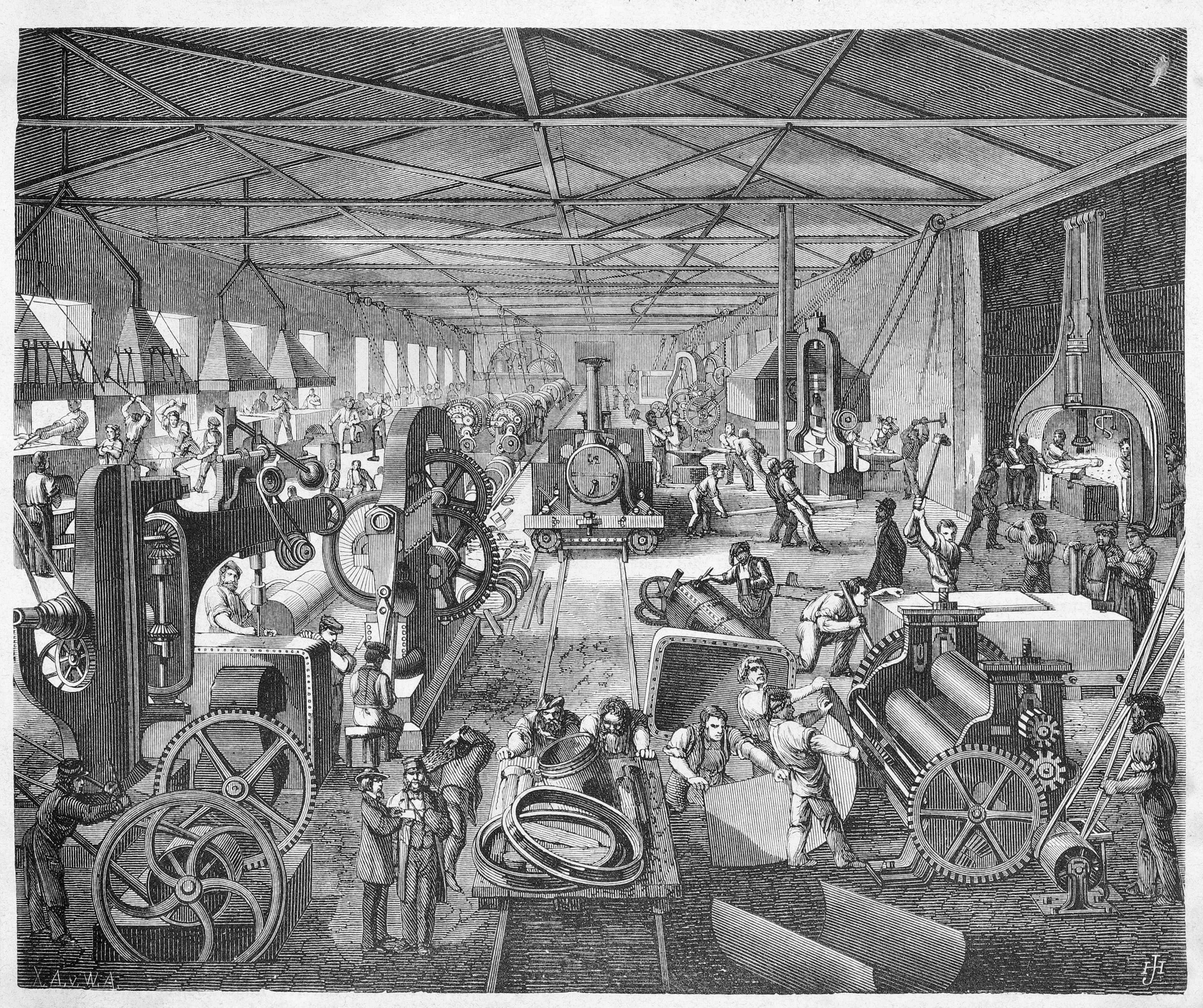
Centralreparaturwerkstätte SCB in Olten, um 1863

Beim Bahnhof Olten errichtete die SCB um 1855 ihre Hauptwerkstätte, die der erste Werkstattleiter, Niklaus Riggenbach, aus einer Werkstatt mit den üblichen Unterhaltsarbeiten in ein Industriewerk umformte, das auch neue Lokomotiven und Güterwagen herstellte. Aus dieser Hauptwerkstätte ging das heutige Industriewerk der SBB hervor.

### Verkehrsentwicklung
Die Geschäftsberichte der SCB informieren über den rasch wachsenden Umfang des Bahnverkehrs auf dem Netz. Schon nach wenigen Jahren erwies sich die Kapazität der Hauensteinlinie, damals die einzige Eisenbahnverbindung vom Rheintal in das schweizerische Mittelland, als ungenügend.
Die SCB war für die Versorgung der Schweiz mit Importgütern wie Getreide oder Kohle von herausragender Bedeutung. Der Güterverkehr hatte ein entsprechend grosses und stetig wachsendes Gewicht. Die Verbesserung der finanziellen Lage führte aber zu Forderungen nach einem weiteren Ausbau des Netzes.

### Eisenbahnkrise
| \| \| \| Basel Badischer Bahnhof \| \| \| \| \| Verbindungsbahnbrücke (Rhein) \| \| \| \| \| Basel St. Johann \| \| \| \| 0,00 \| Basel Centralbahnhof[1] \| Basel Centralbahnhof[1] \| \| \| \| Schweizerhalle \| \| \| \| \| \| \| \| \| 8,34 \| Pratteln \| Pratteln \| \| \| 14,38 \| Liestal \| Liestal \| \| \| \| Wasserfallentunnel (Projekt) \| \| \| \| \| Hauensteintunnel \| \| \| \| 50,77 \| Wöschnau bei Aarau \| Wöschnau bei Aarau \| \| \| 39,29 \| Olten \| Olten \| \| \| \| Aarau \| \| \| \| \| Suhr \| \| \| \| 43,01 \| Aarburg \| Aarburg \| \| \| 56,63 \| Oensingen \| Oensingen \| \| \| 47,46 \| Zofingen \| Zofingen \| \| \| 59,20 \| Langenthal (hellrot: Projekt LWB) \| Langenthal (hellrot: Projekt LWB) \| \| \| 62,52 \| Wauwil \| Wauwil \| \| \| 73,82 80,29 \| Neu Solothurn[4] \| Neu Solothurn[4] \| \| \| 66,80 \| Herzogenbuchsee \| Herzogenbuchsee \| \| \| 95,09 \| Luzern \| Luzern \| \| \| 99,37 \| Biel \| Biel \| \| \| 101,86 \| Busswil \| Busswil \| \| \| \| Rote Brücke (Aare) \| \| \| \| 106,13 \| Bern \| Bern \| \| \| \| Thörishaus bei Bern \| \| \| \| 137,59 \| Scherzligen bei Thun \| Scherzligen bei Thun \| \| Ohne Zwischenstationen und ohne Anschlussbahnen. Die Kilometrierung der meisten Strecken der SCB geht vom Nullpunkt im Basler Centralbahnhof aus. Bei Strecken mit einem anderen Nullpunkt wurden hier die Kilometerangaben weggelassen. \| \| \| \| |             |                                   |                                   |
| Bahnhof |             | Basel Badischer Bahnhof           | Basel Badischer Bahnhof           |
| Brücke über Wasserlauf |             | Verbindungsbahnbrücke (Rhein)     | Verbindungsbahnbrücke (Rhein)     |
| Bahnhof · Strecke |             | Basel St. Johann                  | Basel St. Johann                  |
| Strecke nach links · Bahnhof quer · Abzweig nach rechts und von rechts | 0,00        | Basel Centralbahnhof              | Basel Centralbahnhof              |
| Strecke · Kopfbahnhof Streckenanfang |             | Schweizerhalle                    | Schweizerhalle                    |
| Abzweig geradeaus und von links · Strecke nach rechts |             |                                   |                                   |
| Bahnhof | 8,34        | Pratteln                          | Pratteln                          |
| Bahnhof | 14,38       | Liestal                           | Liestal                           |
| Strecke von links (außer Betrieb) · Abzweig geradeaus und ehemals nach rechts |             | Wasserfallentunnel (Projekt)      | Wasserfallentunnel (Projekt)      |
| Strecke (außer Betrieb) · Tunnel |             | Hauensteintunnel                  | Hauensteintunnel                  |
| Strecke (außer Betrieb) · Abzweig geradeaus und von links · Strecke quer · Bahnhof quer | 50,77       | Wöschnau bei Aarau                | Wöschnau bei Aarau                |
| Strecke (außer Betrieb) · Bahnhof | 39,29       | Olten                             | Olten                             |
| Strecke (außer Betrieb) · Strecke von links · Abzweig geradeaus und nach rechts · Bahnhof |             | Aarau                             | Aarau                             |
| Strecke (außer Betrieb) · Strecke · Strecke · Bahnhof |             | Suhr                              | Suhr                              |
| Abzweig ehemals geradeaus und von links · Strecke nach rechts · Bahnhof · Strecke | 43,01       | Aarburg                           | Aarburg                           |
| Bahnhof · Abzweig geradeaus und nach links · Strecke quer · Abzweig geradeaus und von rechts | 56,63       | Oensingen                         | Oensingen                         |
| Strecke · Abzweig geradeaus und ehemals von links · Strecke von rechts (außer Betrieb) · Bahnhof | 47,46       | Zofingen                          | Zofingen                          |
| Strecke · Bahnhof · Strecke nach links (außer Betrieb) · Abzweig geradeaus und ehemals von rechts | 59,20       | Langenthal (hellrot: Projekt LWB) | Langenthal (hellrot: Projekt LWB) |
| Abzweig geradeaus und von links · Strecke von rechts · Strecke · Bahnhof | 62,52       | Wauwil                            | Wauwil                            |
| Bahnhof · Strecke nach links · Abzweig geradeaus und von rechts · Strecke | 73,82 80,29 | Neu Solothurn                     | Neu Solothurn                     |
| Abzweig geradeaus und nach links · Strecke von rechts · Bahnhof · Strecke | 66,80       | Herzogenbuchsee                   | Herzogenbuchsee                   |
| Strecke · Strecke · Strecke · Kopfbahnhof Streckenende | 95,09       | Luzern                            | Luzern                            |
| Bahnhof · Strecke · Strecke | 99,37       | Biel                              | Biel                              |
| Bahnhof · Abzweig geradeaus und von links · Strecke von rechts | 101,86      | Busswil                           | Busswil                           |
| Brücke über Wasserlauf · Strecke |             | Rote Brücke (Aare)                | Rote Brücke (Aare)                |
| Bahnhof · Strecke | 106,13      | Bern                              | Bern                              |
| Bahnhof · Strecke |             | Thörishaus bei Bern               | Thörishaus bei Bern               |
| Kopfbahnhof Streckenende | 137,59      | Scherzligen bei Thun              | Scherzligen bei Thun              |
| Ohne Zwischenstationen und ohne Anschlussbahnen. Die Kilometrierung der meisten Strecken der SCB geht vom Nullpunkt im Basler Centralbahnhof aus. Bei Strecken mit einem anderen Nullpunkt wurden hier die Kilometerangaben weggelassen. |             |                                   |                                   |

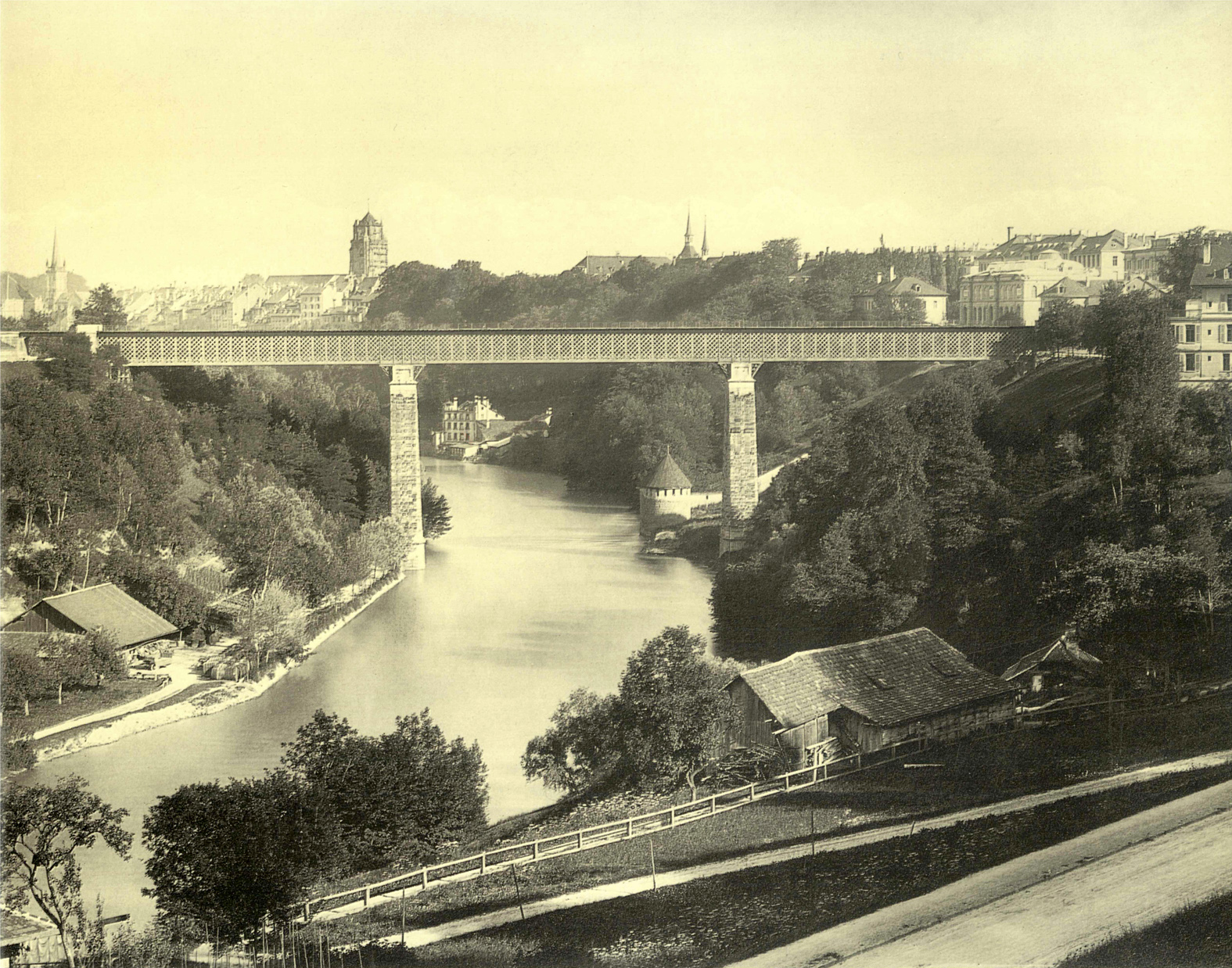
Rote Brücke in Bern über die Aare, im Hintergrund das Münster, um 1870

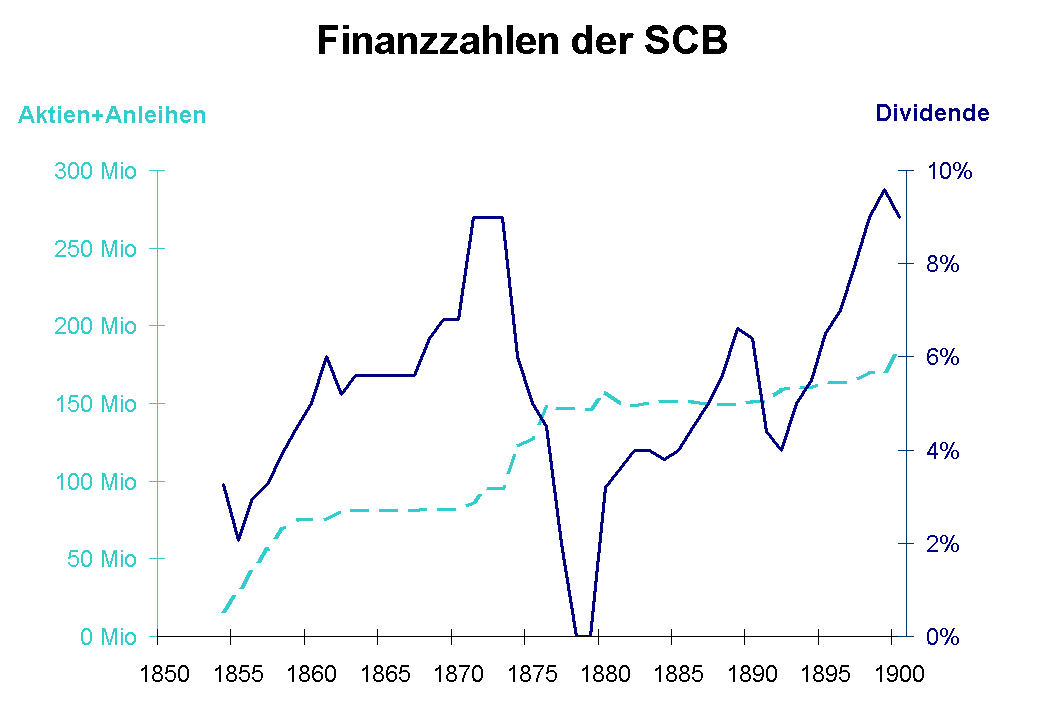
Aktienkapital und feste Anleihen sowie Dividenden der SCB

Brücke der Basler Verbindungsbahn während des Ersten Weltkriegs

Ab 1872 versuchte die Schweizerische Nationalbahn (SNB) mit einer zweiten Bahnverbindung zwischen dem Genfer- und dem Bodensee eine Konkurrenz zu den bestehenden Bahngesellschaften aufzubauen. Ursprünglich plante die Nationalbahn eine Linienführung von Aarau über Olten durch das Gäu nach Solothurn und weiter nach Lyss. Ähnlich wie die NOB liess sich auch die SCB auf waghalsige Bauverpflichtungen ein, um die Konkurrenz zu verdrängen. Im Jahre 1872 erhielt die SCB vom Kanton Solothurn die Konzession zur Erstellung der Bahnstrecke Olten–Solothurn(–Lyss) mit der Stichstrecke Solothurn–Biberist. Als Gegenleistung verlangten die Solothurner die Erstellung einer Wasserfallenbahn von Liestal durch den Jura nach Solothurn und deren Fortsetzung von Solothurn nach Schönbühl bei Bern. Die SCB verpflichtete sich zudem, eine Lokalbahn von Liestal nach Waldenburg zu bauen und sich bei der Sissach-Gelterkinden-Bahn mit einem Drittel der Baukosten zu beteiligen. Zur Finanzierung für den Bau der neuen Linien und für den Ausbau des alten Netzes auf Doppelspur erhöhte die SCB im Jahre 1873 ihr Aktienkapital von 37,5 auf 50 Millionen Franken.
Als nach dem Deutsch-Französischen Krieg Elsass-Lothringen 1871 an Deutschland gekommen war, entstanden Bestrebungen zu einer Eisenbahnverbindung von Delle über Delsberg–Langenthal nach Luzern (Jura-Gotthard-Bahn). Zudem plante die Bern-Luzern-Bahn (BLB) eine Zufahrt zum Gotthard über Langnau. Um sich gegen diese doppelte Konkurrenz zu wehren, begann die SCB mit dem Bau einer Bahnlinie Langenthal–Wauwil. Sie hätte die Linien Bern–Olten und Olten–Luzern miteinander verbunden und den Umweg über Aarburg erheblich abgekürzt.
Die weitere Geldbeschaffung stiess jedoch wegen der Wirtschaftskrise auf Schwierigkeiten und führte zu wesentlichen Einschränkungen des Bauprogramms. Der Bau der Wasserfallenbahn und der Linie Langenthal–Wauwil, in welche bereits 3,5 Millionen Franken investiert worden waren, musste eingestellt werden. Die Auszahlung von Dividenden wurde eingestellt, und die Reinerträge von 2 ½ Jahren wurden zur Abschreibung der Baukosten der aufgegebenen Linien verwendet. Die nicht realisierte Wasserfallenbahn kostete die SCB 1881 die für die Konzession geleistete Kaution von 125'000 Franken. Der Bau der Waldenburgerbahn wurde einer besonderen Unternehmung überlassen.
Mehr Erfolg hatte die SCB bei den Gemeinschaftsunternehmungen mit der NOB. Von 1871 bis 1875 baute die SCB zusammen mit der NOB die Bözbergbahn von Pratteln nach Brugg und von 1873 bis 1882 eine Anschlussverbindung ihrer Linien an die Gotthardbahn, die von der Centralbahn betriebene Aargauische Südbahn von Rupperswil über Wohlen nach Immensee. Die Eröffnung dieser beiden Strecken führte zu einem Verkehrsrückgang auf der Hauensteinlinie.
Auch in diese Zeitepoche fällt der Bau der Basler Verbindungsbahn. Im Staatsvertrag zum Bau und Betrieb der Gotthardbahn von 1869 verpflichtete sich die Schweiz, mit einer Bahn über den Rhein ihr Netz mit den badischen Eisenbahnen zu verbinden. Die Basler Verbindungsbahn wurde von der SCB zusammen mit den Badischen Staatseisenbahnen gebaut und am 3. November 1873 in Betrieb genommen. Ein Jahr zuvor wurde durch einen Bundesbeschluss der Abschnitt der Elsässerlinie von der französischen Grenze bei St. Ludwig bis zum Centralbahnhof von der Französischen Ostbahn der SCB übertragen. Am 28. Oktober 1872 wurde die Salinenbahn Pratteln–Schweizerhalle in Betrieb genommen.

### Erholung und Verstaatlichung

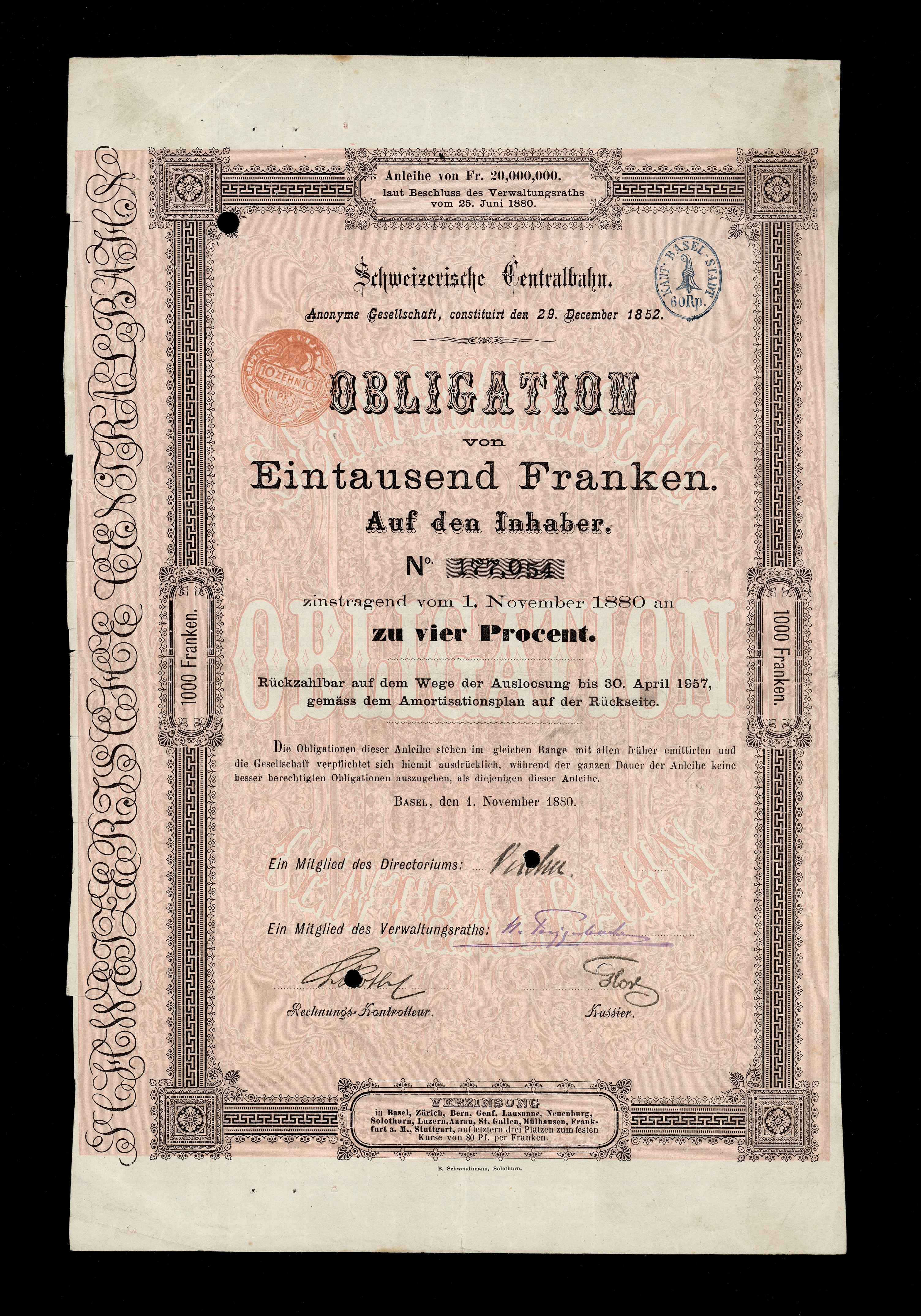
Obligation über 1000 Franken der Schweizerischen Centralbahn vom 1. November 1880

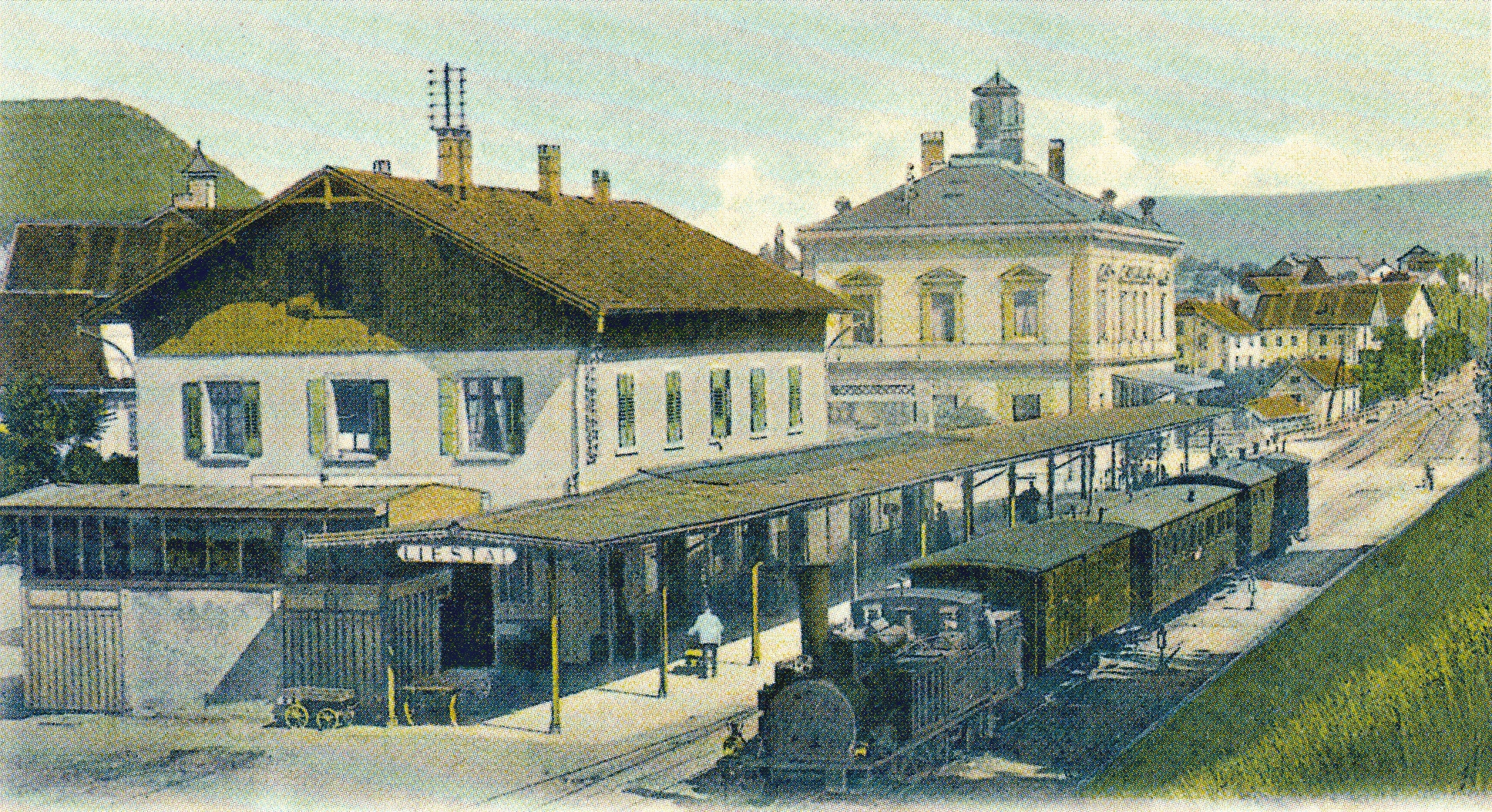
Der Bahnhof Liestal um 1890 mit lediglich zwei durchlaufenden Gleisen. Die 1880 eröffnete schmalspurige Waldenburgerbahn benutzte bis zur Abzweigung Altmarkt das Trassee der SCB mit einem Vierschienengleis.

Durch die Eröffnung der Gotthardbahn erfuhr die SCB ab 1882 einen starken Aufschwung. Sowohl der Personen- als auch der Güterverkehr nahmen kräftig und dauerhaft zu. Am Gewinn der hochrentablen Bözbergbahn war die SCB zur Hälfte beteiligt. Auch die zunächst defizitäre Südbahn warf ab 1882 reichliche Gewinne ab, die hälftig der SCB zugutekamen. Bereits nach 1873 konnte die SCB wieder Dividenden an die Aktionäre ausrichten, die 1898 bis 1900 neun oder mehr Prozent des Aktienkapitalwerts erreichten. Diese hohen Vergütungen an die Aktienbesitzer kurz vor der Verstaatlichung stiessen nicht überall auf Wohlgefallen.
Die Eisenbahnkrise hatte viele einheimische Aktionäre veranlasst, ihre Anteile an in- und ausländische Banken zu verkaufen. Die Eisenbahnaktien spielten eine wichtige Rolle bei den Spekulationen der Börse. Für die neuen mehrheitlich ausländischen Aktienbesitzer wurde die kurzfristige Gewinnmaximierung zum leitenden Grundsatz. 1887 und 1896 wurde die Direktion durch einen den Banken genehmeren Präsidenten ersetzt.
Am 30. Mai 1898 wurde eine Gruppe von mit Gleisarbeiten beschäftigten Bahnangestellten der Centralbahn am südlichen Ausgang des Gütschtunnels bei Luzern von einem Personenzug der Nordostbahn überfahren. Sieben Bahnarbeiter wurden sofort getötet, vier schwer verletzt. Am 4. Juni 1899 fuhr beim Eisenbahnunfall von Aarau der Nachtschnellzug Zürich–Genf der Nordostbahn (NOB) über den vorgesehenen Haltepunkt hinaus und stiess dabei in zwei stehende Lokomotiven der Centralbahn. Der Unfall forderte zwei Tote und drei Schwerverletzte.
Bereits 1891 bot ein Bankenkonsortium dem Bund die Aktienmehrheit an der SCB an. Die Politik hätte damit einen grösseren Einfluss auf die SCB bekommen. Gegen den Kauf wurde jedoch das Referendum ergriffen und das Geschäft vom Stimmvolk wegen der hohen Kosten abgelehnt. Die Verstaatlichung der SCB wurde erst 1898 mit der Annahme des Rückkaufgesetzes beschlossen. Die Centralbahn ging 1902 in den Besitz des Bundes über und wurde Bestandteil der Schweizerischen Bundesbahnen (SBB).

## Infrastruktur und Fahrzeuge

### Bahnhöfe

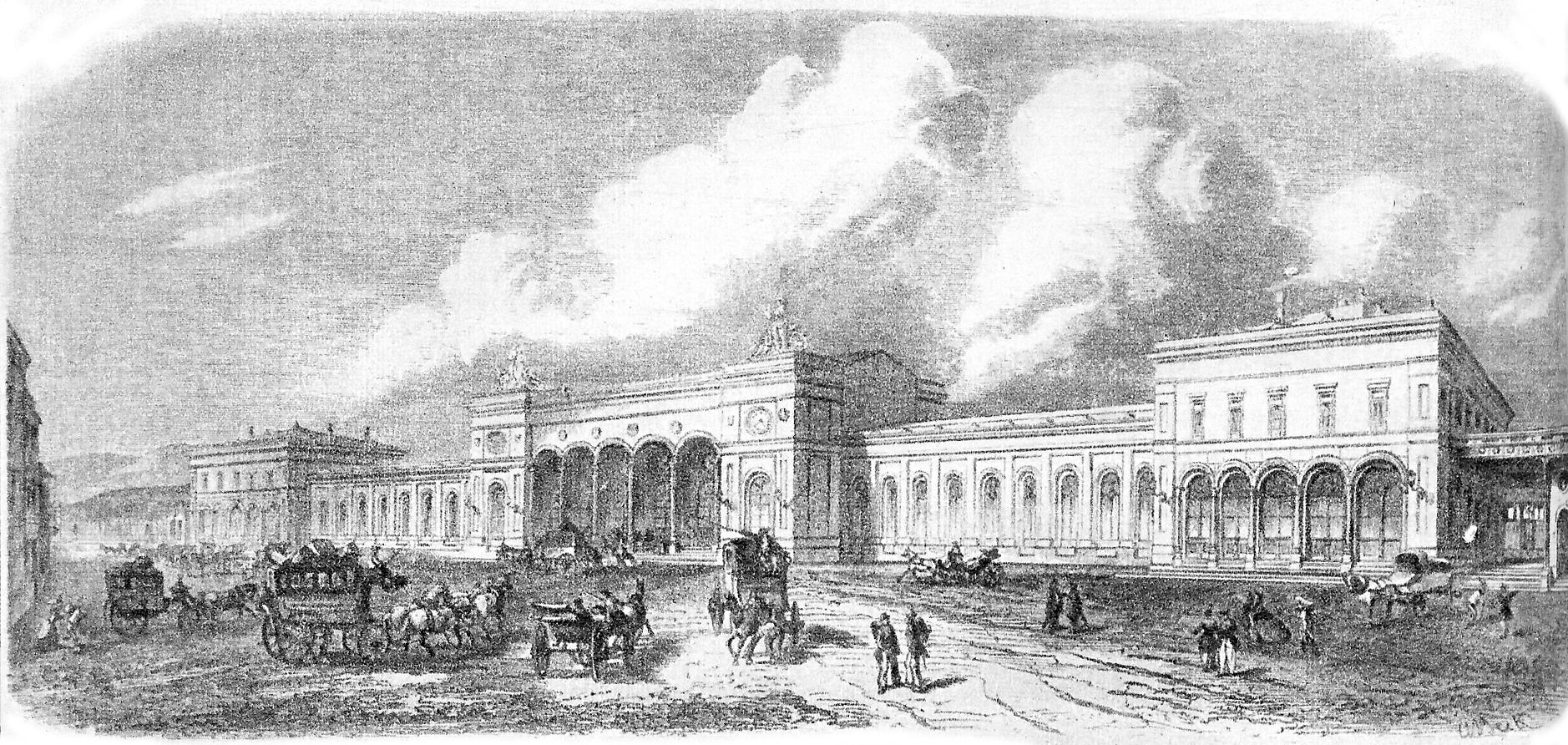
Basel Centralbahnhof, 1861
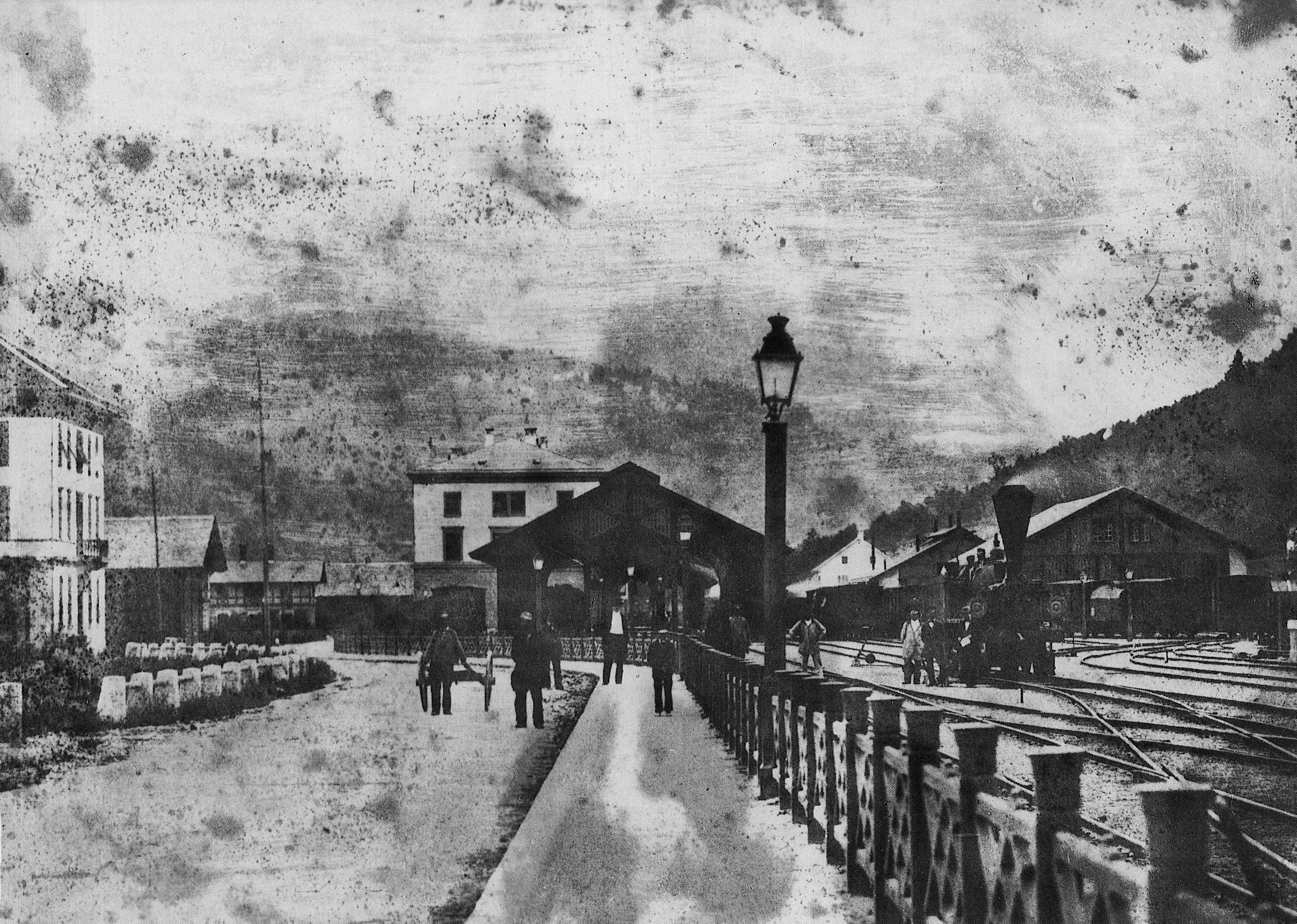
Bahnhof Olten, um 1860
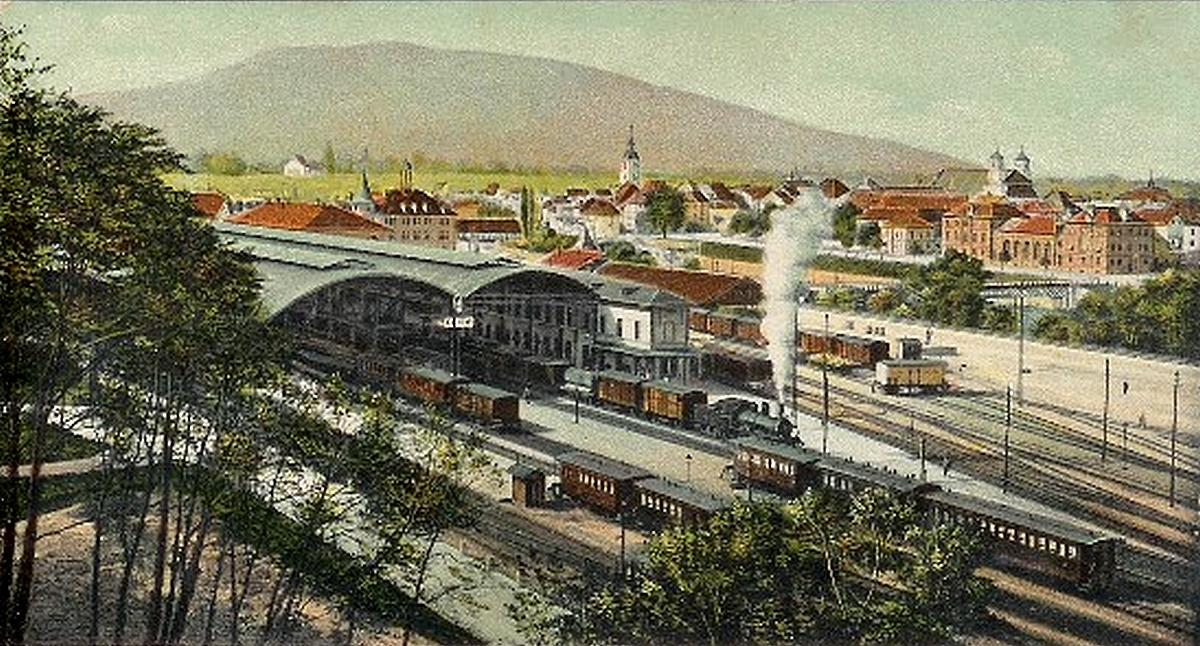
Bahnhof Olten, um 1900
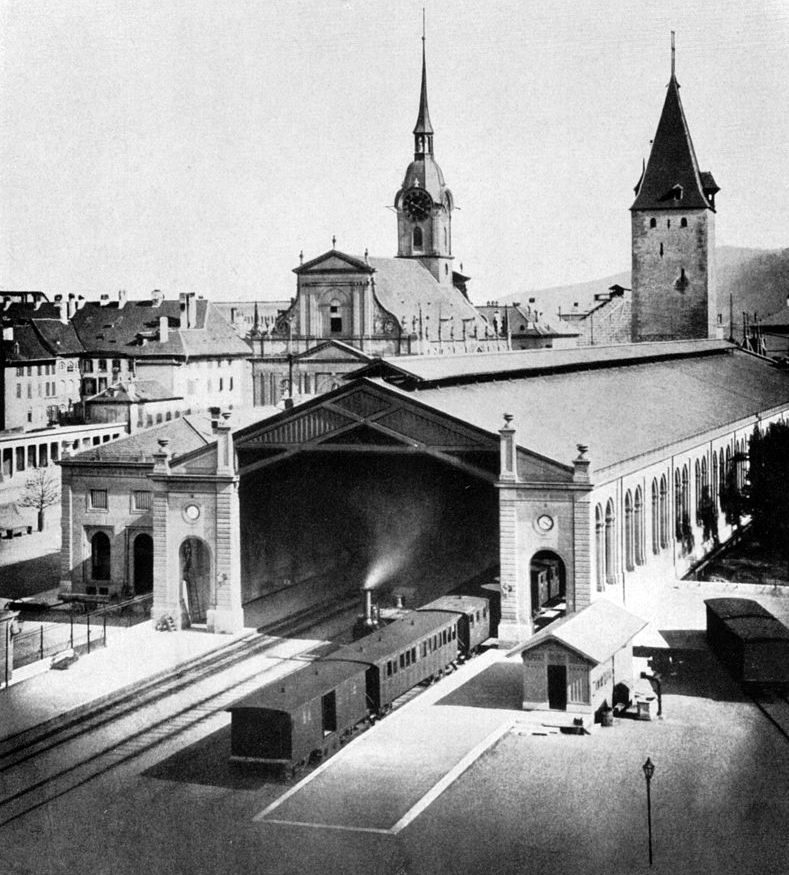
Bahnhof Bern, 1860
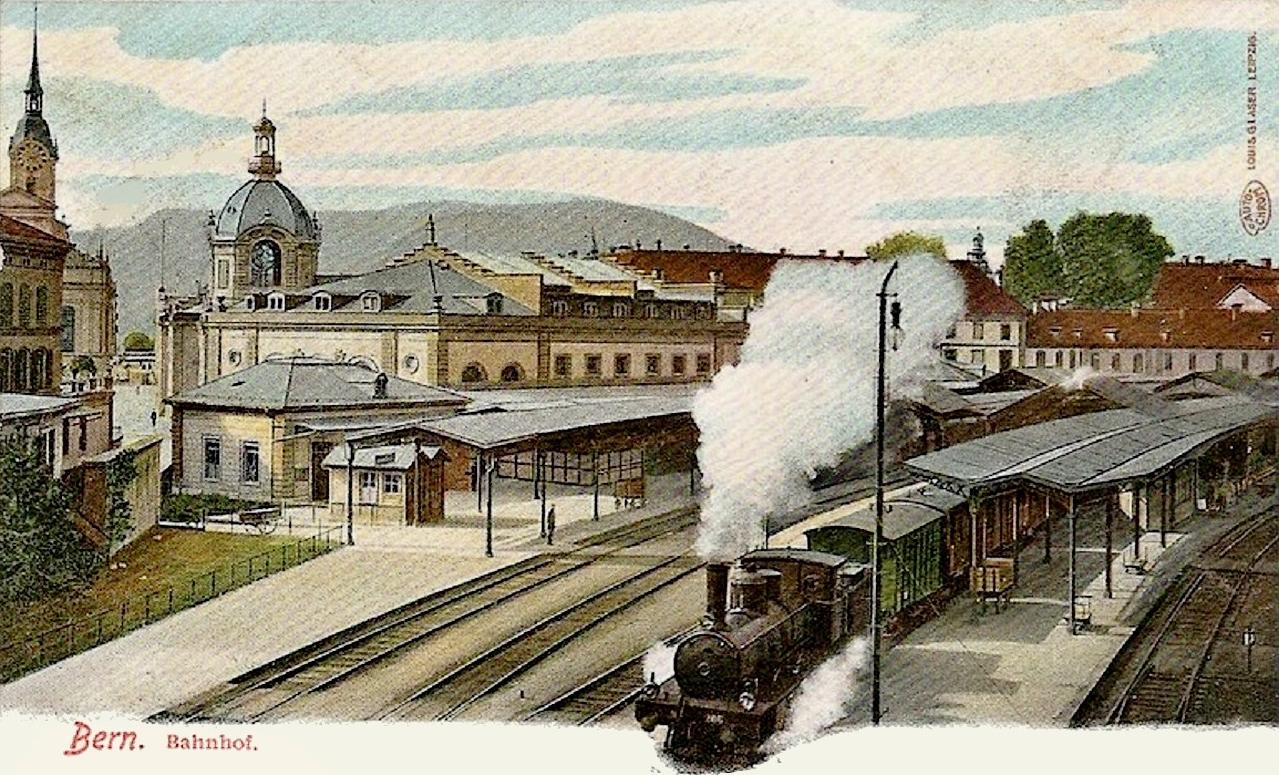
Bahnhof Bern mit Aufnahmegebäude von 1891
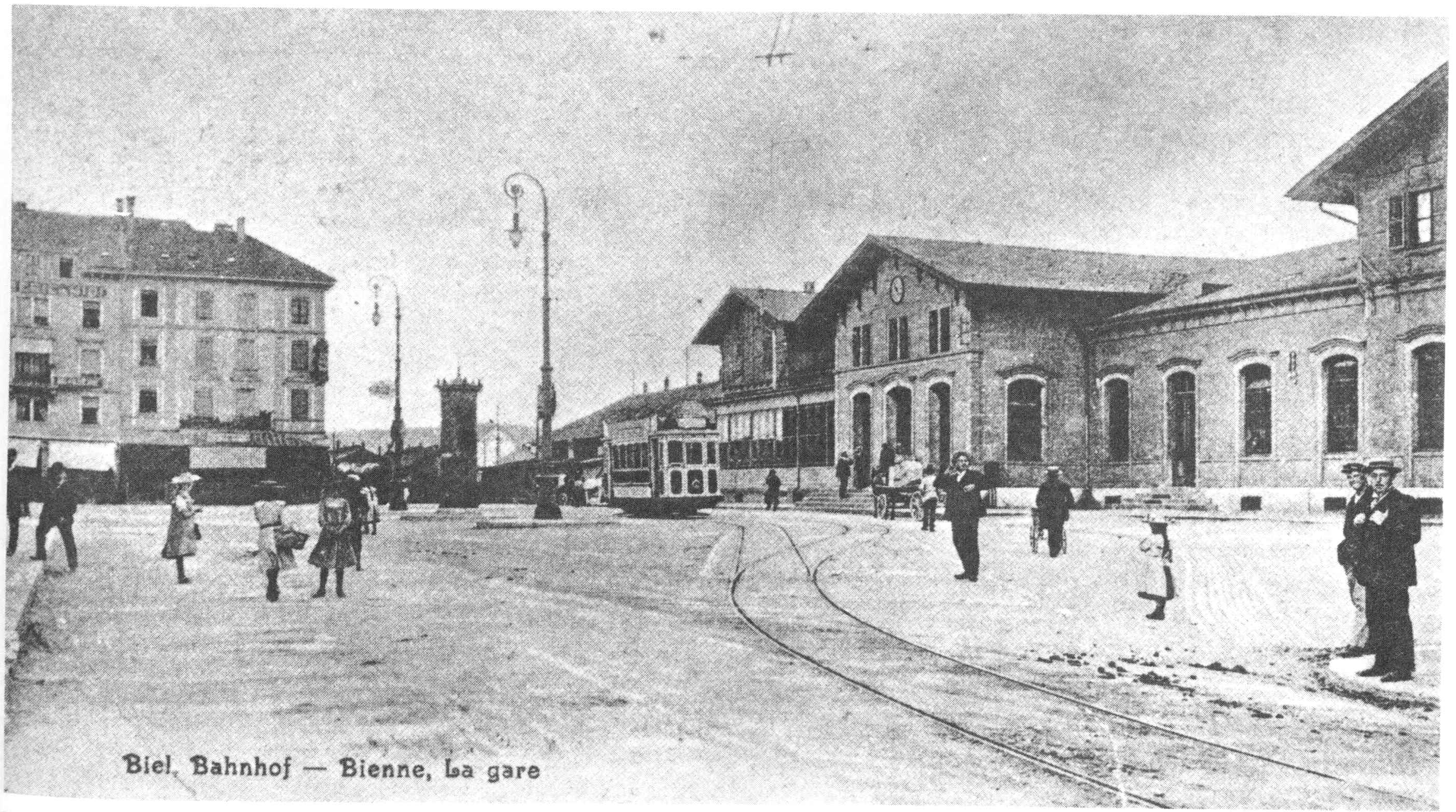
Bahnhof Biel, Aufnahmegebäude, 1864
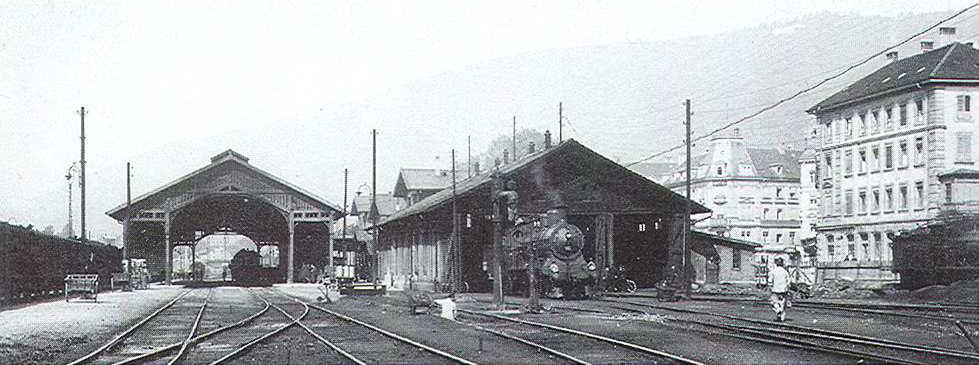
Bahnhof Biel, gebaut 1864
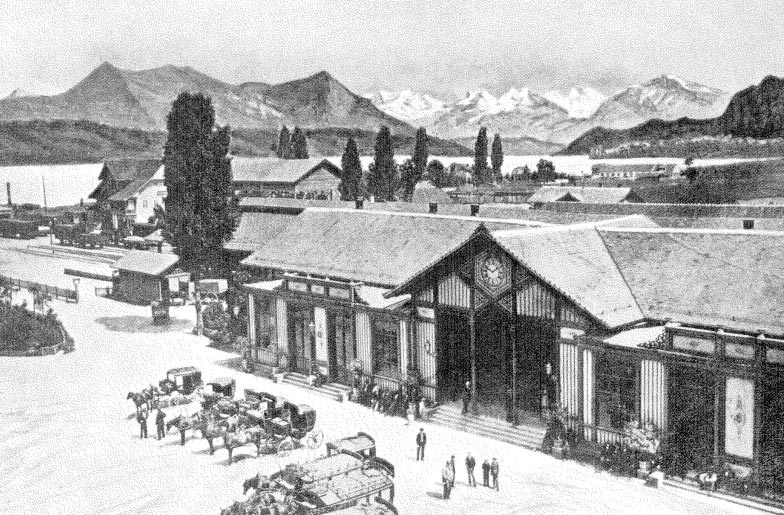
Erster Bahnhof Luzern
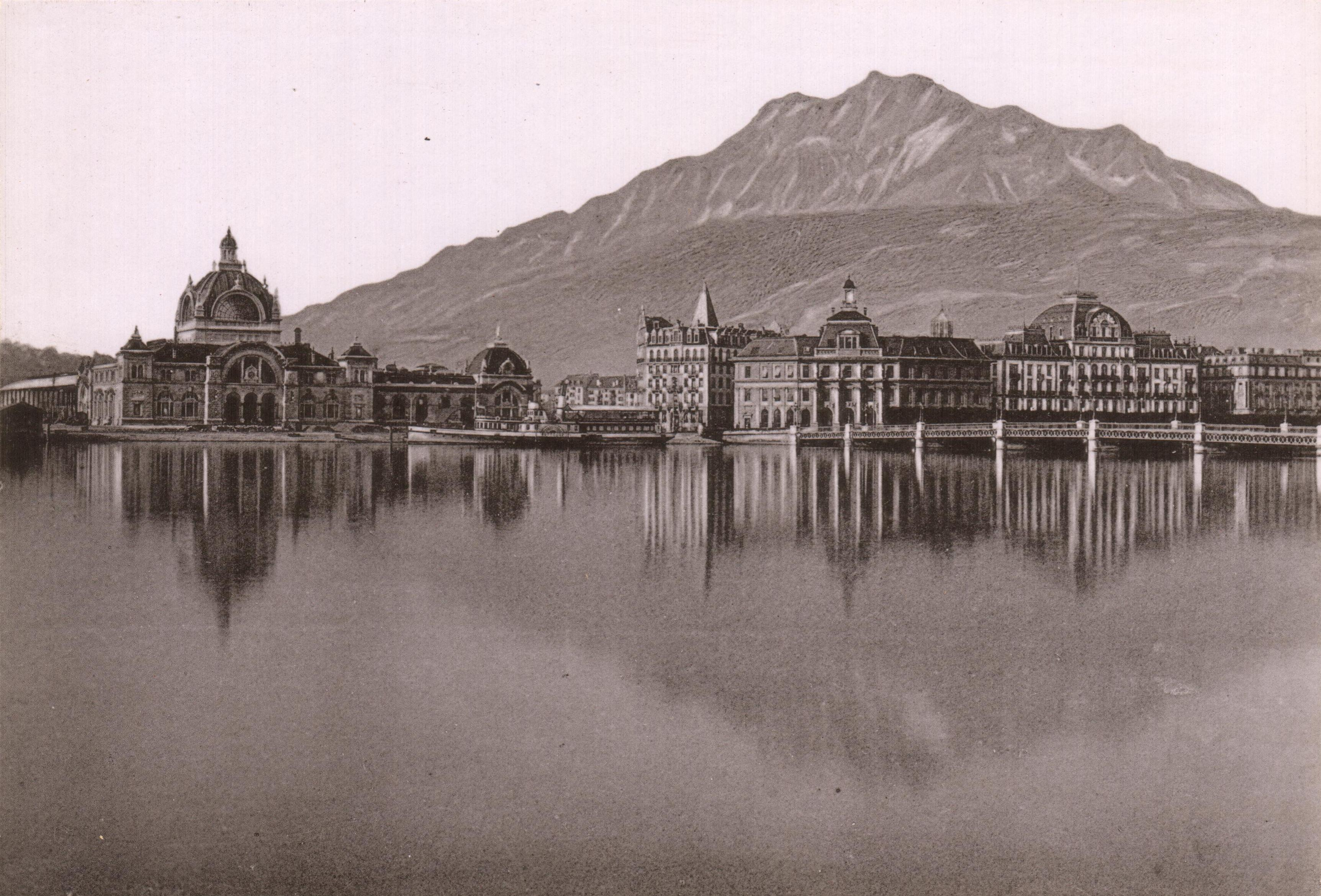
Luzern, links 1896 gebauter zweiter Bahnhof, rechts Seebrücke

### Streckennetz
| Nr.                                             | Bahnstrecke                                 | Streckenabschnitt                                                  | Eröffnung       | Doppelspur      | Bemerkung                                                                                                | Länge  |
| ----------------------------------------------- | ------------------------------------------- | ------------------------------------------------------------------ | --------------- | --------------- | --- | ------ |
| 1.                                              | St. Ludwig–Basel                            | St. Ludwig–Basel St. Johann                                        | (15. Juni 1844) | (15. Juni 1860) | 1. Mai 1872 von der EST übernommen                                                                       | 3,5 km |
| 1.                                              | St. Ludwig–Basel                            | Basel St. Johann–Basel Centralbahnhof                              | (15. Juni 1860) | (15. Juni 1860) | 1. Mai 1872 von der EST übernommen                                                                       | 3,5 km |
| 2.                                              | Basel–Olten –Bern                           | Basel Centralbahnhof–Pratteln–Liestal                              | 19. Dez. 1854   | 1857            | provisorischer Basler Bahnhof bis 3. Juni 1860                                                           | 108 km |
| 2.                                              | Basel–Olten –Bern                           | Liestal–Sissach                                                    | 1. Juni 1855    | 1857            | | 108 km |
| 2.                                              | Basel–Olten –Bern                           | Sissach–Läufelfingen                                               | 1. Mai 1857     | 1. Mai 1857     | | 108 km |
| 2.                                              | Basel–Olten –Bern                           | Läufelfingen–Olten                                                 | 1. Mai 1858     | 1. Sept. 1858   | mit Hauensteintunnel                                                                                     | 108 km |
| 2.                                              | Basel–Olten –Bern                           | Olten–Aarburg                                                      | 9. Juni 1856    | 1858            | gemeinsam mit Strecke Olten–Luzern                                                                       | 108 km |
| 2.                                              | Basel–Olten –Bern                           | Aarburg–Rothrist                                                   | 16. März 1857   | 1874            | | 108 km |
| 2.                                              | Basel–Olten –Bern                           | Rothrist–Murgenthal                                                | 16. März 1857   | 16. Juli 1872   | | 108 km |
| 2.                                              | Basel–Olten –Bern                           | Murgenthal–Herzogenbuchsee                                         | 16. März 1857   | 1874            | | 108 km |
| 2.                                              | Basel–Olten –Bern                           | Herzogenbuchsee–Zollikofen                                         | 16. Juni 1857   | 1. Juni 1896    | | 108 km |
| 2.                                              | Basel–Olten –Bern                           | Zollikofen–Bern Wylerfeld                                          | 16. Juni 1857   | 1864            | gemeinsam mit Strecke Biel–Bern der BSB                                                                  | 108 km |
| 2.                                              | Basel–Olten –Bern                           | Bern Wylerfeld–Bern                                                | 15. Nov. 1858   | 1. Juli 1859    | gemeinsam mit Strecke Bern–Thun                                                                          | 108 km |
| 3.                                              | Olten–Aarau                                 | Olten–Wöschnau (Kantonsgrenze SO-AG)                               | 9. Juni 1856    | 16. Juli 1872   | bis 30. April 1858 provisorischer Bahnhof Aarau Schachen                                                 | 13 km  |
| 3.                                              | Olten–Aarau                                 | Wöschnau–Aarau                                                     | 15. Mai 1858    | 16. Juli 1872   | Eigentum der NOB, von SCB gepachtet                                                                      | 13 km  |
| 4.                                              | Bern–Thun–Scherzligen                       | Bern Wylerfeld–Gümligen                                            | 1. Juli 1859    | –               | gemeinsam mit Strecke Bern–Luzern der BSB                                                                | 29 km  |
| 4.                                              | Bern–Thun–Scherzligen                       | Gümligen–Thun                                                      | 1. Juli 1859    | –               | | 29 km  |
| 4.                                              | Bern–Thun–Scherzligen                       | Thun–Scherzligen                                                   | 1. Juni 1861    | –               | Anschluss an Thunerseeschifffahrt                                                                        | 29 km  |
| 5.                                              | (Olten–) Aarburg–Luzern                     | (Olten–) Aarberg–Zofingen–Emmenbrücke                              | 9. Juni 1856    | –               | | 52 km  |
| 5.                                              | (Olten–) Aarburg–Luzern                     | Emmenbrücke–Untergrund                                             | 1. Juni 1859    | –               | | 52 km  |
| 5.                                              | (Olten–) Aarburg–Luzern                     | Untergrund–Fluhmühle                                               | 1. Juni 1859    | –               | gemeinsam mit Strecke Zug–Luzern der ZZL                                                                 | 52 km  |
| 5.                                              | (Olten–) Aarburg–Luzern                     | Fluhmühle–Luzern                                                   | 1. Juni 1859    | –               | gemeinsam mit Strecke Bern–Luzern der BSB ab 1. Januar 1896 geänderte Zufahrt zum neuen Luzerner Bahnhof | 52 km  |
| 6.                                              | Herzogenbuchsee– (Neu Solothurn–) Solothurn | Herzogenbuchsee– (Neu Solothurn–) Solothurn                        | 1. Juni 1857    | –               | bis 1876 Teil der Strecke Olten–Biel                                                                     | 13 km  |
| 7.                                              | Gäubahn Olten–Solothurn –Biel (–Nidau)      | Olten–Neu Solothurn                                                | 4. Dez. 1876    | –               | bis 1876 Verbindung über Herzogenbuchsee                                                                 | 59 km  |
| 7.                                              | Gäubahn Olten–Solothurn –Biel (–Nidau)      | Solothurn–Biel                                                     | 1. Juni 1857    | –               | bis 30. Mai 1864 provisorischer Bahnhof Biel                                                             | 59 km  |
| 7.                                              | Gäubahn Olten–Solothurn –Biel (–Nidau)      | Biel–Nidau                                                         | 1. Aug. 1858    | –               | Anschluss an Bielerseeschifffahrt, am 10. Dez. 1860 aufgehoben                                           | (1 km) |
| 7.                                              | Gäubahn Olten–Solothurn –Biel (–Nidau)      | Neu Solothurn–Biberist                                             | 4. Dez. 1876    | –               | 21. Nov. 1883 Übergabe an die Emmentalbahn                                                               | (4 km) |
| 8.                                              | Bern–Thörishaus                             | Bern–Thörishaus Station (Kantonsgrenze BE-FR)                      | 2. Juli 1860    | –               | Anschluss an Linie nach Freiburg der LFB                                                                 | 10 km  |
| 9.                                              | Pratteln–Schweizerhalle                     | Pratteln–Schweizerhalle                                            | 28. Okt. 1872   | –               | Anschluss der Rheinsalinen                                                                               | 2 km   |
| 10.                                             | Neu-Solothurn–Busswil                       | Neu-Solothurn–Busswil                                              | 4. Dez. 1876    | –               | in Busswil Anschluss an die BSB                                                                          | 21 km  |
| 11.                                             | Zofingen–Suhr                               | Zofingen–Suhr                                                      | (6. Sept. 1877) | –               | erbaut durch Schweizerische Nationalbahn (SNB), am 1. April 1881 von NOB übernommen                      | 17 km  |
| 12.                                             | Basler Verbindungsbahn                      | Basel Centralbahnhof–Basel Badischer Bahnhof                       | (3. Nov. 1873)  | –               | Gemeinschaftsunternehmen von SCB und BadStB, am 1. Januar 1884 in SCB integriert                         | 4 km   |
|                                                 | Total (190)                                 | Total (190)                                                        | Total (190)     | 122 km (37 %)   | | 332 km |
| Mit anderer Bahn gemeinsam betriebene Strecken: |                                             |                                                                    |                 |                 | |        |
| 1.                                              | Suhr–Aarau                                  | Suhr–Aarau                                                         | (6. Sept. 1877) | –               | erbaut durch Nationalbahn, am 1. Juni 1880 von SCB zusammen mit NOB übernommen                           | 24 km  |
| 2.                                              | Aargauische Südbahn (ASB)                   | Rupperswil–Hendschiken–Wohlen–Immensee und Brugg–Hendschiken (ASB) | 1874 bis 1882   | –               | SCB und NOB (durch die SCB betrieben)                                                                    | 57 km  |
| 3.                                              | Wohlen-Bremgarten-Bahn (WM)                 | Wohlen-Bremgarten-Bahn (WM)                                        | 1. Sept. 1876   | –               | SCB, NOB und Gemeinde Bremgarten (durch die SCB betrieben)                                               | 7 km   |
| 4.                                              | Bözbergbahn (BöB)                           | Pratteln–Stein-Säckingen–Brugg                                     | 2. Aug. 1875    | –               | SCB und NOB (durch die NOB betrieben)                                                                    | 48 km  |
| 4.                                              | Bözbergbahn (BöB)                           | Stein-Säckingen–Koblenz                                            | 1. Aug. 1892    | –               | SCB und NOB (durch die NOB betrieben)                                                                    | 26 km  |
| 4.                                              | Bözbergbahn (BöB)                           | Total                                                              | Total           | –               | SCB und NOB (durch die NOB betrieben)                                                                    | 73 km  |

### Rollmaterial
Am 1. Januar 1882 war die SCB im Besitz von 97 Lokomotiven, 195 Personenwagen und 1609 Güterwagen.

#### Lokomotiven
Seit 1859 bezeichnete die SCB ihre Lokomotiven mit Grossbuchstaben: Serie A waren Schnellzug- und Personenzuglokomotiven, Serie B Lokomotiven mit einer Höchstgeschwindigkeit von 60 km/h, Serie C Güterzuglokomotiven und Serien D, E und F Tender- und Rangierlokomotiven. Diese Bezeichnung blieb auch 1887 mit der Einführung des schweizweit einheitlichen Bezeichnungssystems bestehen, weil sie mit dem neu eingeführten Schema übereinstimmte.
Der SCB standen die folgenden Lokomotiven zur Verfügung. In Klammern ist die ab 1902 gültige Bezeichnung aufgeführt.
| Serie bis 1887 | Serie ab 1887 | SCB-Nr. bis 1902         | SBB-Nr. ab 1902 | Anzahl | Baujahr   | Hersteller       | Achsfolge | vmax | ausrangiert | Bemerkung | Bild     |
| -------------- | ------------- | ------------------------ | --------------- | ------ | --------- | ---------------- | --------- | ---- | --- | --- | -------- |
| A              | A2E (Eb 2/4)  | 15–26, 56, 71–74         | 5434–5435       | 17     | 1857–72   | Esslingen        | B’2       | 75   | 1893–1904 | Bauart Engerth | Eb 2/4   |
| A I            | B3T (C 3/3)   | 101–110                  | –               | 10     | 1875      | SACM             | C         | 60   | 1897–1899 | | C 3/3    |
| A II           | A3 (Eb 3/5)   | 91'–95'                  | 5891–5895       | 5      | 1882–1884 | SCB Olten        | 1'C1'     | 75   | 1904–1908 | | Eb 3/5   |
| –              | A3T (B 3/4)   | 111–117                  | 1461–1467       | 7      | 1887–89   | SCB Olten        | 1'C       | 75   | 1917 | | B 3/4    |
| –              | A2 (Eb 2/4)   | 141–145                  | 5595–5599       | 5      | 1891      | SLM              | 2'B       | 75   | 1923–1924 | | Eb 2/4   |
| –              | A2 (Eb 2/4)   | 146–155                  | 5481–5490       | 10     | 1893      | SACM             | 2'B       | 75   | 1915–1933 | Eb 2/4 |          |
| –              | A2 (Eb 2/4)   | 156–160                  | 5491–5495       | 5      | 1896      | SLM              | 2'B       | 75   | 1921–1938 | Eb 2/4 |          |
| –              | A3T (B 3/4)   | 201–210                  | 1471–1480       | 15     | 1892      | SACM             | 1'C       | 75   | 1925 | | B 3/4    |
| –              | A3T (B 3/4)   | 211–215                  | 1481–1485       | 5      | 1896      | SLM              | 1'C       | 75   | 1925 | | B 3/4    |
| –              | A3T (B 3/4)   | 216–225                  | 1486–1495       | 10     | 1900      | SLM              | 1'C       | 75   | 1926–28 | B 3/4 |          |
| –              | A2T (A 2/4)   | 251–265                  | 401–415         | 15     | 1897–1901 | SLM              | 2’B       | 90   | 1923 | mit Vierzylinder-Verbund-Triebwerk Nr. 416–420 von SBB nachgebaut                                                            | A 2/4    |
| B              | B2E (Ec 2/5)  | 1–14, 27–38              | 6995–6999       | 26     | 1854–58   | Esslingen        | B’3       | 60   | 1883–1906 | Bauart Engerth | Ec 2/5   |
| C              | D3E (Ed 3/5)  | 39–52                    | –               | 14     | 1858–1859 | Esslingen        | C’2       | 45   | 1894–1900 | Bauart Engerth Nr. 55 ursprünglich vorgesehen für JI                                                                         | Ed 3/5   |
| C              | D3E (Ed 3/5)  | 53–55                    | –               | 3      | 1859      | SCB Olten        | C’2       | 45   | 1894–1902 | Bauart Engerth Nr. 55 ursprünglich vorgesehen für JI                                                                         | Ed 3/5   |
| C I            | – (E 3/3)     | 65–70, 75–78             | –               | 10     | 1871–1873 | Esslingen        | C         | 40   | Lok Nr. 100 1877 an SLM verkauft Alle andern Loks 1877 an Russland verkauft, gelangten nach Russisch-Türkischem Krieg an CFR | Lok Nr. 100 1877 an SLM verkauft Alle andern Loks 1877 an Russland verkauft, gelangten nach Russisch-Türkischem Krieg an CFR | E 3/     |
| C I            | C3 (Ed 3/4)   | 65'–69'                  | 7495–7499       | 5      | 1878      | SLM              | 1'C       | 55   | 1916–1925 | | E 3/4    |
| C II           | – (Ed 3/3)    | 91–100                   | –               | 14     | 1874–1875 | SACM             | C         | 50   | Alle Loks 1877 an Russland verkauft, gelangten nach Russisch-Türkischem Krieg an CFR                                         | Alle Loks 1877 an Russland verkauft, gelangten nach Russisch-Türkischem Krieg an CFR                                         | Ed 3/3   |
| C II           | C3T (D 3/4)   | 96'–100', 126–127        | 3891–3897       | 7      | 1885–1890 | SCB Olten        | 1'C       | 55   | 1913–1916 | | D 3/4    |
| –              | C4 (Ed 2×2/2) | 181–196                  | 7681–7696       | 16     | 1891–1893 | Maffei           | B+B       | 55   | 1910–1938 | Bauart Mallet | Ed 2×2/2 |
| D              | B3 (Eb 3/4)   | 57–60, 79                | –               | 5      | 1864–1873 | SCB Olten        | 1'C       | 65   | 1892–1893 | | Eb 3/4   |
| –              | D4T (D 2×2/2) | 169–180                  | 4601–4612       | 12     | 1897–1900 | SLM              | B+B       | 55   | 1923–1926 | Bauart Mallet | D 2×2/2  |
| E              | D3 (Ed 3/3)   | 61–64, 80                | –               | 5      | 1868–1873 | SCB Olten        | C         | 40   | 1884–1893 | | Ed 3/3   |
| –              | E3 (Ed 3/3)   | 1–2                      | 8398–8399       | 2      | 1876      | SCB Olten        | C         | 40   | 1903/04 | 1883 von WB übernommen | Ed 3/3   |
| F              | F3 (E 3/3)    | 81–90                    | 8581–8589       | 10     | 1873–1874 | SLM              | C         | 40   | 1886–1917 | | E 3/3    |
| –              | F3 (E 3/3)    | 71'–80', 5'–13', 41'–46' | 8401–8425       | 25     | 1896–1901 | SLM              | C         | 40   | 1936–1945 | | E 3/3    |
| –              | – (C 2/3)     | (4–6)                    | –               | 3      | 1845      | Baldwin & Witney | 1'B       |      | 1864 | 1854 von K.W.St.E. übernommen                                                                                                | Ec 2/5   |

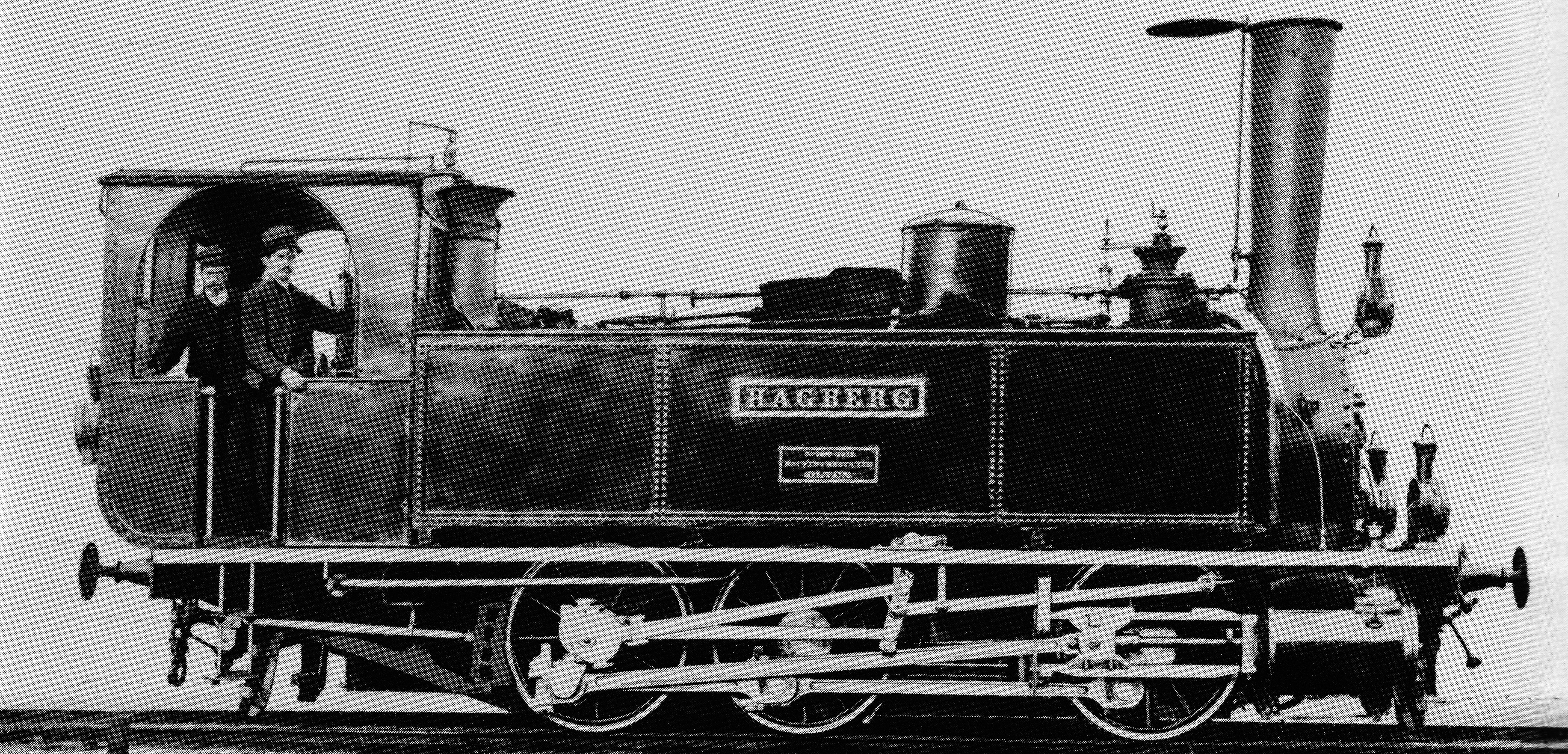
Tenderlok Nr. 80 „Hagberg“, gebaut 1873 von der SCB, 1893 ausrangiert
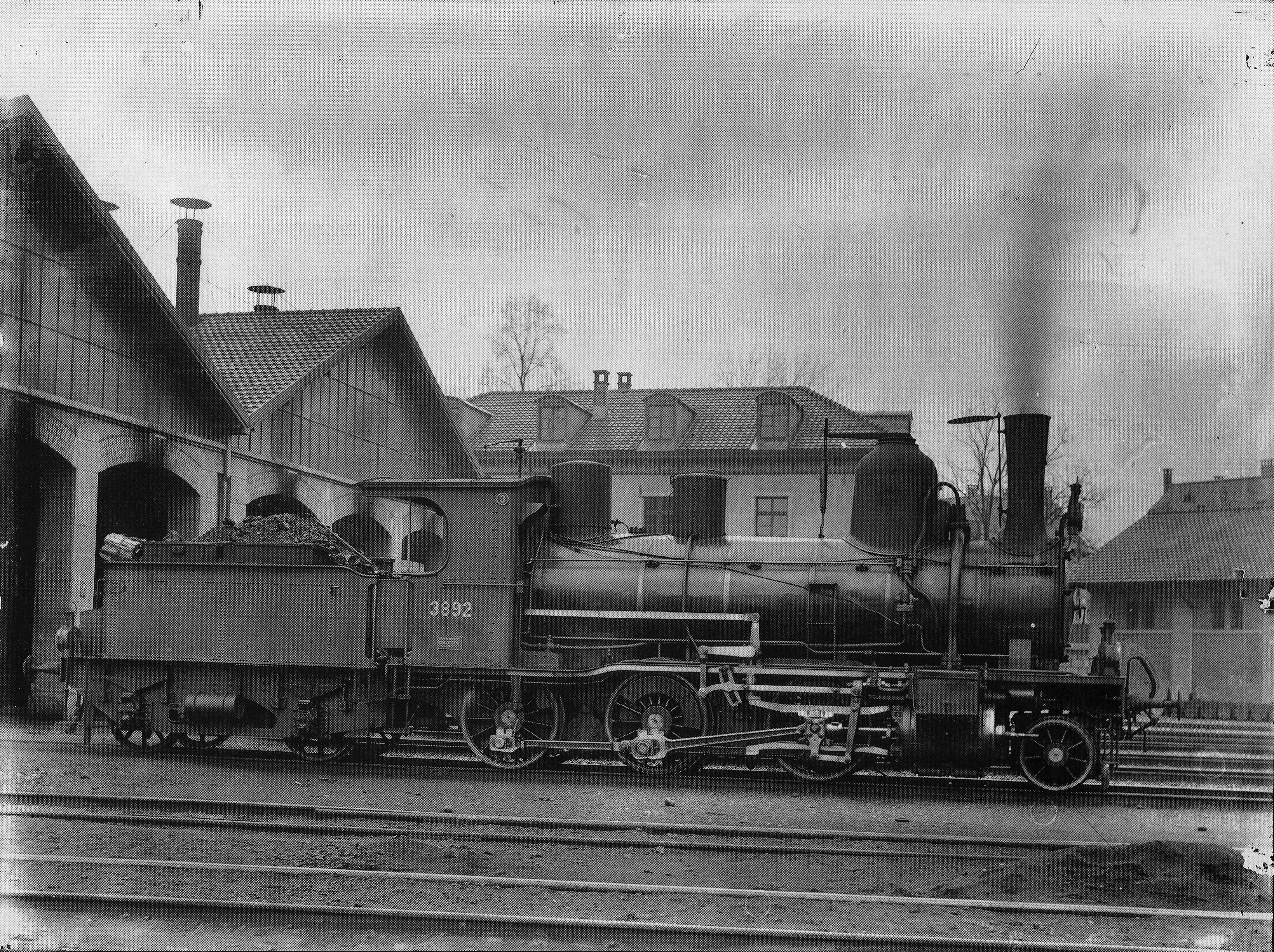
Güterzuglok D 3/4 Nr. 97, gebaut 1885 von der SCB, hier als SBB Nr. 3892
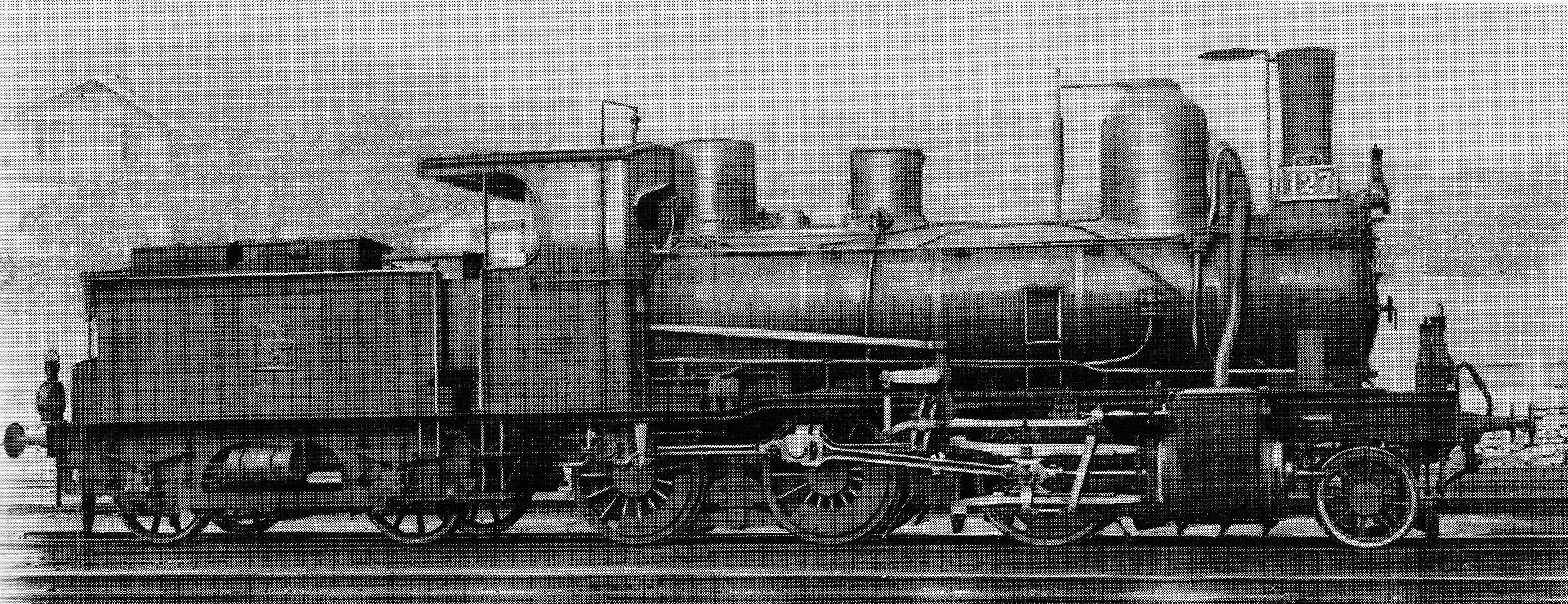
Güterzuglok D 3/4 Nr. 127, gebaut 1890 von der SCB, später SBB Nr. 3897

#### Personen- und Güterwagen

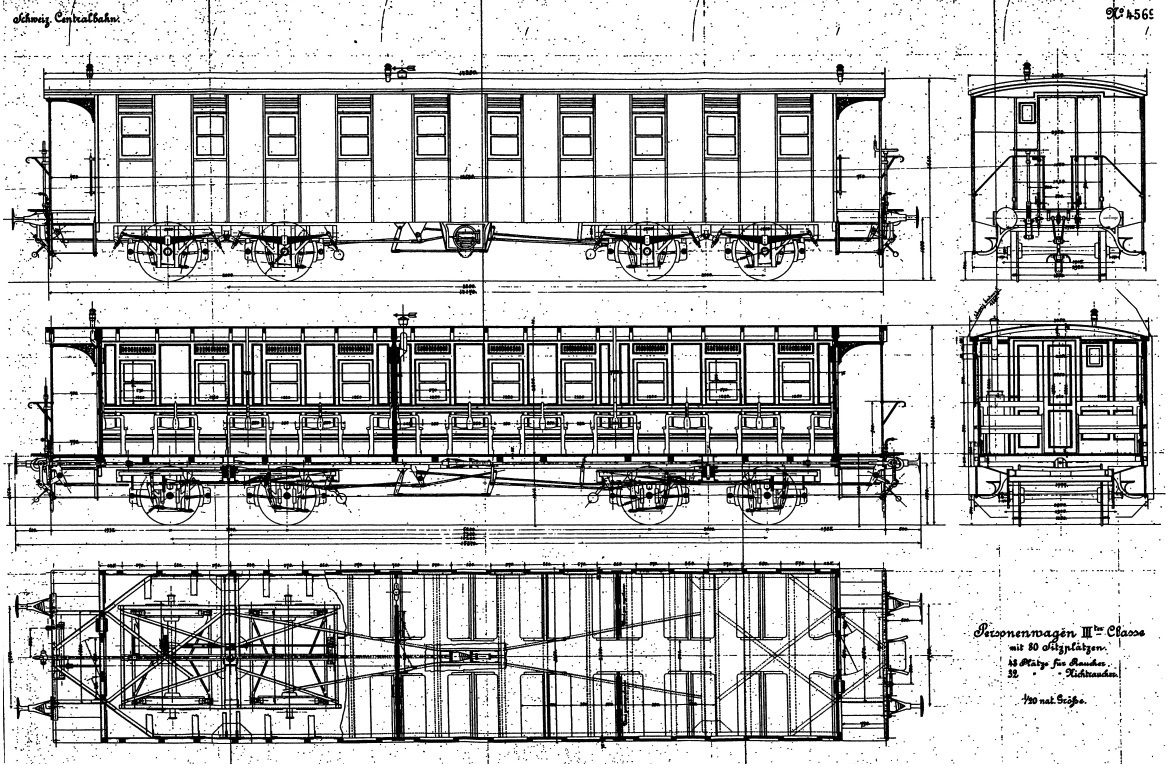
Personenwagen der SCB

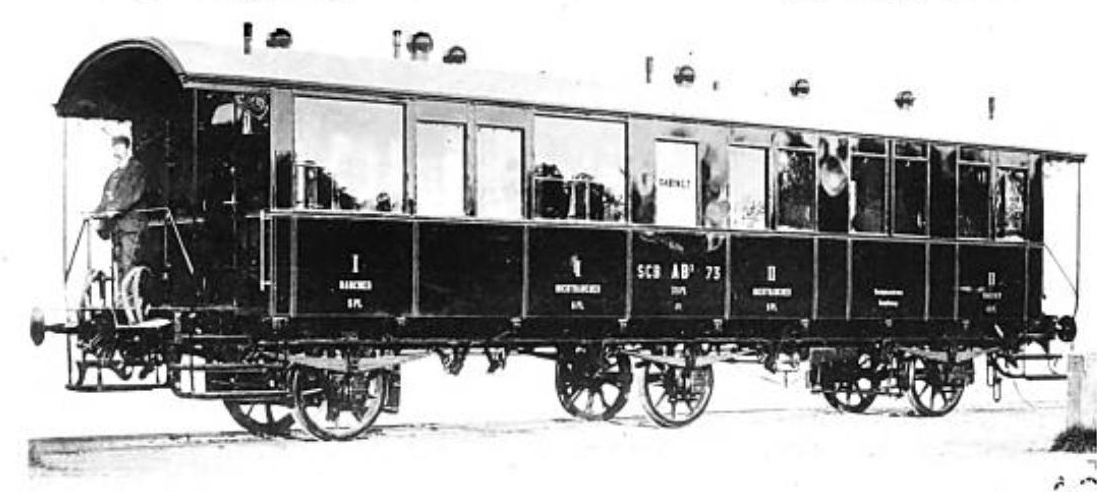
Dreiachsiger Personenwagen der Reihe AB^{3} 71–78

Als Eigentumsmerkmal trugen alle Wagen das Kürzel „S.C.B.“. Personen- und Gepäckwagen waren grün lackiert und hatten eine gelbe Beschriftung. Güterwagen waren grau mit weißer Beschriftung, Bierwagen und Wagen für den Transport von Wein und Petroleum waren weiß mit roter Beschriftung und Wagen mit Westinghousebremse rot mit weißer Aufschrift.
Bezüglich der Personen- und Gepäckwagen ließ sich die Gesellschaft vom US-amerikanischen Vorbild leiten und setzte statt zweiachsigen Abteilwagen bereits ab 1855 Durchgangswagen mit Drehgestellen ein. Die Konstruktion basierte auf den bereits seit 1846 eingesetzten Personenwagen der Königlich Württembergischen Staats-Eisenbahnen.